# Jacek Kaczmarski
Jacek Marcin Kaczmarski (22. března 1957 Varšava – 10. dubna 2004 Gdaňsk) byl polský básník, spisovatel, textař a písničkář, známý především svými písněmi s historickou a společensko-politickou tematikou, které z něj učinily vůdčí postavu protikomunistického protestsongu.